# Helmut Baumann
Helmut Baumann (Gaildorf, 20 maggio 1937 – Stoccarda, 15 maggio 2014) è stato un botanico tedesco, specialista nello studio delle Orchidaceae.
È il referente della Commission for the Mapping of Orchids in the Mediterranean Area della Organization for the Phyto-Taxonomic Investigation of the Mediterranean Area   (OPTIMA).
Numerose le nuove specie, sottospecie e ibridi di orchidee da lui descritte tra cui Epipactis meridionalis, Himantoglossum adriaticum, Nigritella rubra widderi, Nigritella nigra rhellicani e Serapias cossyrensis.

## Opere
- Baumann, H., European Wild Orchids/Die wildwachsenden Orchideen Europas, Stuttgart, Kosmos-Verlag,, 1982.
- Baumann, H; J Griese, A Kleinsteuber, Die Farn- und Blütenpflanzen Baden-Württembergs (8 vol.), Vol.8: Spezieller Teil (Spermatophyta, Unterklassen Commelinidae, Arecidae, Liliidae), Stuttgart, Ed. Eugen Ulmer, 1998, ISBN 3-8001-3359-8.
- Baumann, B; H Baumann, S Baumann-Schleihauf, Die Kräuterbuchhandschrift des Leonhart Fuchs, Stuttgart, Ed. Eugen Ulmer, 2001, ISBN 3-8001-3538-8.
- Baumann, H; T Müller, Farbatlas Geschützte und gefährdete Pflanzen. Sonderausgabe, Stuttgart, Ed. Eugen Ulmer, 2003, ISBN 3-8001-3533-7.
- Baumann, H; Künkele, S; Lorenz, R., Orchideen Europas mit angrenzenden gebieten, Stuttgart, Eugen Ulmer, 2006.
- Baumann, H; Künkele, S; Lorenz, R; Vázquez, MJ., Guía de orquídeas de Europa Groenlandia, Azores, Norte de África y Oriente Medio, Barcelona, Ed. Omega, 2007.